# Ranunculus gracilis
Ranunculus gracilis E.D.Clarke – gatunek rośliny z rodziny jaskrowatych (Ranunculaceae Juss.). Występuje naturalnie we Włoszech oraz na Bałkanach. Epitet gatunkowy gracilis pochodzi z łaciny i oznacza smukły, zgrabny.

## Rozmieszczenie geograficzne
Rośnie naturalnie we Włoszech, Słowenii, Chorwacji, Bośni i Hercegowinie, Czarnogórze, Serbii, Macedonii Północnej, Grecji, Bułgarii oraz w europejskiej części Turcji oraz jej północno-zachodniej azjatyckiej części. Na Krecie ogranicza się głównie do zachodniej części wyspy. We Włoszech rośnie między innymi na Sycylii i w Kalabrii.

## Morfologia
PokrójBylina o delikatnych, nagich lub lekko owłosionych pędach. Dorasta do 5–10 cm wysokości.
LiścieLiście odziomkowe są nagie lub lekko owłosione. Nie są skórzaste. Zewnętrzne mają prawie okrągły kształt i są płytko potrójnie klapowane, natomiast wewnętrzne są bardziej wcięte i mają jajowato klinowy kształt. Brzegi są ząbkowane. Liście łodygowe mają jajowaty kształt. Osadzone są na ogonkach liściowych.
KwiatySą często pojedyncze lub zebrane po 2 lub 3 w kwiatostanach. Mają żółtą barwę. Dorastają do 14–22 mm średnicy. Działki kielicha są odgięte. Płatki mają jajowaty kształt.
OwoceNiełupki o jajowatym kształcie, z nieco zakrzywionym dzióbkiem o długości prawie takiej samej jak sama niełupka.

## Biologia i ekologia
Rośnie na nieużytkach oraz terenach skalistych i trawiastych. Kwitnie od marca do czerwca, a według innych źródeł w kwietniu. Występuje na wysokości do 600 m, a według innych źródeł od 100 do 1850 m n.p.m. Preferuje stanowiska w pełnym nasłonecznieniu. Dobrze rośnie na wilgotnym, żyznym i dobrze przepuszczalnym podłożu. Kwitnie od marca do czerwca.